# ロビン・ホワイト (外交官)
ロビン・ホワイト（Robin White）は、アメリカ合衆国の外交官。主に経済・通商畑を歩んだ。

## 生涯
ジョージタウン大学を卒業。1973年に国務省外交局に入省。東アジア局にて経済政策担当官として朝鮮の重要事案を担当。続いて経済局通商部に勤務し、多角的貿易交渉東京ラウンド、非関税障壁交渉、途上国市場に関する事案を担当。
1977年から1978年まで外務職員局の経済研修に参加。続いてモロッコの在ラバト大使館に経済商業担当官として駐在し、モロッコ国王ハサン2世に関する事案、イラン革命に際するイラン国王モハンマド・レザー・パフラヴィーの地位に関する事案、安全保障・経済・経済に関する事案、アメリカ人社会に関する事案、アメリカとの全般的な貿易特恵に関する事案を担当。1979年から1980年まで外務職員局の日本語研修に参加。続いて日本の横浜日本語研修所にて、日本語の特性に関する研修および教育講座を受講。1982年から1986年まで日本の在東京大使館に経済担当官として駐在し、政治・社会生活に関する事案、アメリカの対日輸出品に関する事案、アメリカの輸入規制に関する事案、輸出自主規制協定に関する事案、対米投資に関する事案などを担当。
1986年から1987年までハーバード大学で研究生として行政学の課程を受講。1987年から1989年まで国務省貿易協定部副部長を務め、反日感情、エアバスへの補助金、対外助成金、主要国首脳会議に関する事案を管理。1989年から1990年まで国務次官特別補佐官を務め、日米構造協議、系列取引問題、日本の国家予算抑制、物価合同調査、日本の購買習慣、通商産業省に関する事案を管理。1990年から1991年まで国務省日本部にて経済担当課長を務め、クウェート侵攻、日本の再軍事利用に関する憲法問題、日本経済に関する課題、ソニーによるMGM買収、日本買いに関するアメリカの反発などの事案を管理。
1991年から1994年まで国務省人事局にて試験委員会に所属し、試験手順、候補者の資質判定、外交官試験の準備などの事案を管理。1994年から1996年までカナダの在オタワ大使館に通商政策担当官として駐在し、北米自由貿易協定、ケベック州独立問題、ミッキー・カンター通商代表との調整、キューバ問題、環境問題、地域問題などの事案を担当。1996年から1998年まで国務省経済局にて二国間貿易部長を務め、中国の最恵国待遇、北米自由貿易協定、世界貿易機関に関する事案を管理。1998年から2001年まで国務省東アジア・太平洋局にて日本部長を務め、北朝鮮によるミサイル発射問題、北朝鮮政策に関する日米韓の三国調整監督会合、日韓問題、北朝鮮における原子力施設問題、沖縄問題、えひめ丸事故などの事案を管理。
2001年から2003年まで国防総合大学校の軍事産業大学教員。2003年に国務省を退職。